# Robert Taft
Robert Alphonso Taft Sr. (8 de septiembre de 1889 - 31 de julio de 1953) fue un político  conservador estadounidense, abogado y miembro del  Partido Republicano. Taft representó a Ohio en el Senado de los Estados Unidos, se desempeñó brevemente como Líder de la mayoría del Senado y fue líder de la coalición conservadora de republicanos y demócratas conservadores que impidieron la expansión del New Deal. A menudo denominado "Sr. Republicano", copatrocinó la Ley Taft-Hartley de 1947, que prohibió los "Closed shop" (Closed shop es una forma de acuerdo de seguridad sindical en virtud del cual el empleador acepta contratar únicamente a miembros del sindicato, y los empleados deben seguir siendo miembros del sindicato en todo momento para poder seguir empleados) creó el concepto de los llamados "right- to-work” que afirma y regula otras prácticas laborales.
Era el hijo mayor de William Howard Taft, el vigésimo séptimo presidente de los Estados Unidos y el décimo presidente del Tribunal Supremo de los Estados Unidos. Robert Taft nació en  Cincinnati, Ohio. Siguió una carrera legal en Cincinnati después de graduarse de la Escuela de Derecho Harvard en 1913. Junto con su hermano Charles Phelps Taft II, cofundó la asociación jurídica de Taft Stettinius & Hollister. Taft sirvió en la Cámara de Representantes de Ohio de 1921 a 1931 y en el Senado de Ohio de 1931 a 1933. Aunque perdió la reelección en 1932, siguió siendo una fuerza poderosa en la política estatal y local.
Después de ganar la elección al Senado en 1938 al actual Partido Demócrata, Taft buscó repetidamente la nominación presidencial republicana, a menudo luchando por el control del partido con la facción moderada de republicanos liderada por Thomas E. Dewey. También emergió como un destacado  no intervencionista y se opuso a la participación de Estados Unidos en la Segunda Guerra Mundial antes del Ataque a Pearl Harbor de 1941. Las posturas no intervencionistas de Taft dañaron su candidatura de 1940, y la Convención Nacional Republicana de 1940 nominó a Wendell Willkie. Taft buscó la presidencia nuevamente en 1948, pero perdió ante Dewey en la Convención Nacional Republicana de 1948. Se opuso a la creación de la OTAN y criticó el manejo del presidente Harry Truman en la guerra de Corea.
Taft nuevamente buscó la nominación presidencial por tercera vez en 1952, y fue ampliamente visto como el favorito. Sin embargo, Dewey y otros moderados convencieron al general Dwight D. Eisenhower de participar en la contienda, y Eisenhower prevaleció por poco en la Convención Nacional Republicana de 1952 y ganó las elecciones presidenciales. Taft fue elegido líder de la mayoría del Senado en 1953, pero murió de cáncer de páncreas ese mismo año. Un comité del Senado de 1957 nombró a Taft como uno de los cinco senadores más importantes de Estados Unidos, junto con Henry Clay, Daniel Webster, John C. Calhoun y Robert M. La Follette Sr.
Taft nació en Cincinnati, Ohio, producto de una de las familias políticas más destacadas de Estados Unidos. Era nieto del fiscal general y secretario de Guerra Alphonso Taft, y el hijo mayor del presidente del Tribunal Supremo William Howard Taft y Helen Herron Taft. Su hermano menor Charles Phelps Taft II se desempeñó como alcalde de Cincinnati y fue el candidato republicano a gobernador de Ohio en 1952. De niño pasó cuatro años en las Filipinas, donde su padre era gobernador. Fue el primero en su clase en la Taft School (dirigida por su tío), en Yale College (1910) y en la Escuela de Derecho Harvard (1913). Era miembro de Psi Upsilon, la fraternidad de su padre. y Skull & Bones, y editó el Harvard Law Review. En 1913, Taft obtuvo el puntaje más alto del estado en el examen de la barra de Ohio. Luego ejerció durante cuatro años con la empresa Maxwell and Ramsey (ahora Graydon Head & Ritchey LLP) en Cincinnati, la ciudad ancestral de su familia. Después de un período de dos años en Washington trabajando para la Administración de Alimentos y Medicamentos, regresó a Cincinnati y abrió su propio bufete de abogados. En 1924, él y su hermano, Charles, ayudaron a formar la sociedad legal Taft, Stettinius y Hollister con la que siguió asociado hasta su muerte y sigue llevando su nombre en la actualidad.

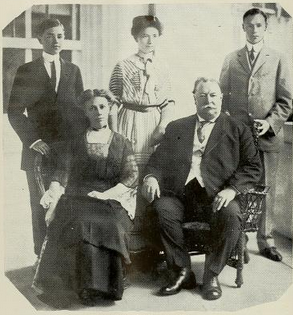
El presidente Taft y su familia (1912)

El 17 de octubre de 1914 se casó con Martha Wheaton Bowers (1889-1958), hija de Lloyd Wheaton Bowers y Louisa Bennett Wilson. El propio Taft parecía taciturno y fríamente intelectual, características que fueron compensadas por su sociable esposa, quien desempeñó el mismo papel que su madre tuvo para su padre, como confidente y poderoso activo en la carrera política de su esposo. En mayo de 1950, Martha sufrió un derrame cerebral severo que la dejó inválida, dejándola confinada a una silla de ruedas, incapaz de cuidar de sí misma y dependiente del apoyo de su esposo, hijos y enfermeras. Un biógrafo calificó el derrame cerebral de su esposa como "el golpe personal más profundo de la vida de Taft ... no se puede negar que sufrió". Después de su accidente cerebrovascular, Taft ayudó fielmente a su esposa, la llamaba todas las noches cuando él estaba de viaje de negocios, le leía historias por la noche cuando estaba en casa ", la empujaba en su silla de ruedas, la subía y bajaba de los automóviles... hizo todo lo posible para que se sintiera cómoda y feliz, y ayudó a alimentarla y cuidarla en las funciones públicas, hechos que, según señalaron sus admiradores, contradecían su imagen pública de persona fría e indiferente. Tuvieron cuatro hijos: William Howard Taft III (1915-1991), que se convirtió en embajador en Irlanda; Robert Taft Jr.  (1917-1993), quien también fue elegido para el Senado de los Estados Unidos; Lloyd Bowers Taft (1923-1985), que trabajó como banquero de inversiones en Cincinnati, y Horace Dwight Taft (1925-1983), quien se convirtió en profesor de física y decano en Yale. Dos de los nietos de Robert y Martha son Bob Taft  (nacido en 1942), Gobernador de Ohio de 1999 a 2007, y William Howard Taft IV (nacido en 1945 ), Subsecretario de Defensa de los Estados Unidos de 1984 a 1989.
En 1917, Taft y su esposa compraron una granja en Indian Hill, un suburbio acomodado de Cincinnati. Llamada Sky Farm, serviría como residencia principal de Taft por el resto de su vida. Los Taft gradualmente hicieron extensas renovaciones que convirtieron la pequeña granja en una mansión de dieciséis habitaciones. En la granja, Taft disfrutaba cultivando fresas, espárragos y patatas con fines de lucro. Durante el verano, Taft a menudo vacacionaba con su esposa e hijos en la casa de verano de la familia Taft en Murray Bay, en Quebec, Canadá. Aunque nominalmente era miembro de la iglesia Episcopal, su biógrafo James Patterson señaló que las "inclinaciones religiosas de Taft eran débiles" y que él era un "golfista de domingo por la mañana, no un asistente a la iglesia Episcopal". Cuando los reporteros le preguntaron a su esposa Martha a qué iglesia asistía, ella respondió en broma: "Tendría que decir el Burning Tree", un exclusivo club de campo y campo de golf en los suburbios de Washington.

## Carrera pública temprana
Cuando Estados Unidos entró en la Primera Guerra Mundial en abril de 1917, Taft intentó unirse al ejército pero fue rechazado debido a su mala vista. En cambio, se unió al personal legal de la Administración de Alimentos y Medicamentos (Administración de Alimentos y Medicamentos de los Estados Unidos), donde conoció a Herbert Hoover, quien se convirtió en su ídolo. En 1918 y 1919, estuvo en París como asesor legal de la American Relief Administration, la agencia de Hoover para distribuir alimentos a la Europa devastada por la guerra. Llegó a desconfiar de la burocracia gubernamental por ser ineficaz y perjudicial para los derechos del individuo, principio que promovió a lo largo de su carrera y lo instó a ser miembro de la Sociedad de las Naciones pero en general desconfiaba de los políticos europeos. Apoyó la idea de un tribunal mundial poderoso para hacer cumplir el derecho internacional, pero nunca existió un tribunal tan idealizado durante su vida. Regresó a Cincinnati a fines de 1919, promovió a Hoover a la presidencia en 1920 y abrió un bufete de abogados con su hermano, Charles Taft. En 1920 fue elegido para la Cámara de Representantes de Ohio, donde se desempeñó como líder republicano y fue Presidente de la Cámara desde enero de 1926 hasta enero de 1927. En 1930, fue elegido para el Senado de Ohio , pero fue derrotado para la reelección en 1932; sería la única derrota de su carrera en elecciones generales. Era un opositor abierto del Ku Klux Klan, y no apoyó la Ley seca. En 1925 votó en contra de un proyecto de ley, patrocinado por representantes del estado de Ohio que eran miembros del Ku Klux Klan, para prohibir el baile los domingos, y dirigió la lucha contra un proyecto de ley patrocinado por el Klan que requería que todos los maestros de las escuelas públicas de Ohio leyeran al menos diez versículos de la Biblia todos los días en clase. En su discurso de oposición al proyecto de ley, Taft afirmó que la religión debería enseñarse en las iglesias, no en las escuelas públicas, y aunque la Biblia era una gran literatura, "en ella la religión eclipsa todo lo demás". El proyecto de ley fue aprobado por la legislatura sobre la oposición de Taft y sus aliados, pero luego fue vetado por el gobernador de Ohio.
El período de servicio de Taft en la legislatura del estado de Ohio fue más notable por sus esfuerzos por reformar y modernizar las leyes fiscales anticuadas del estado.
Durante las décadas de 1920 y 1930, Taft fue una figura poderosa en los círculos políticos y legales locales y estatales, y fue conocido como un republicano leal que nunca amenazó con echar al partido. Confesó en 1922 que "si bien no tengo ninguna dificultad para hablar, no sé cómo hacer nada del asunto de la elocuencia que genera entusiasmo o aplausos". Taft, un orador mediocre que no se mezclaba bien con los otros partidarios, seguía siendo un trabajador incansable con una amplia gama de políticas e intereses políticos. Su total comprensión de los complejos detalles de cada tema impresionó a periodistas y políticos. (Los demócratas bromearon: "Taft tiene la mejor mente en Washington, hasta que se decida").
La lealtad de Taft a los políticos conservadores que controlaban el Partido Republicano de Ohio tenía un precio, ya que a menudo causaba conflictos con su hermano menor, Charles, quien como político local en Cincinnati se había ganado una reputación como disidente y liberal. Sin embargo, a pesar de sus ocasionales desacuerdos políticos, Charles apoyó lealmente las tres propuestas presidenciales de su hermano.

## Senador estadounidense

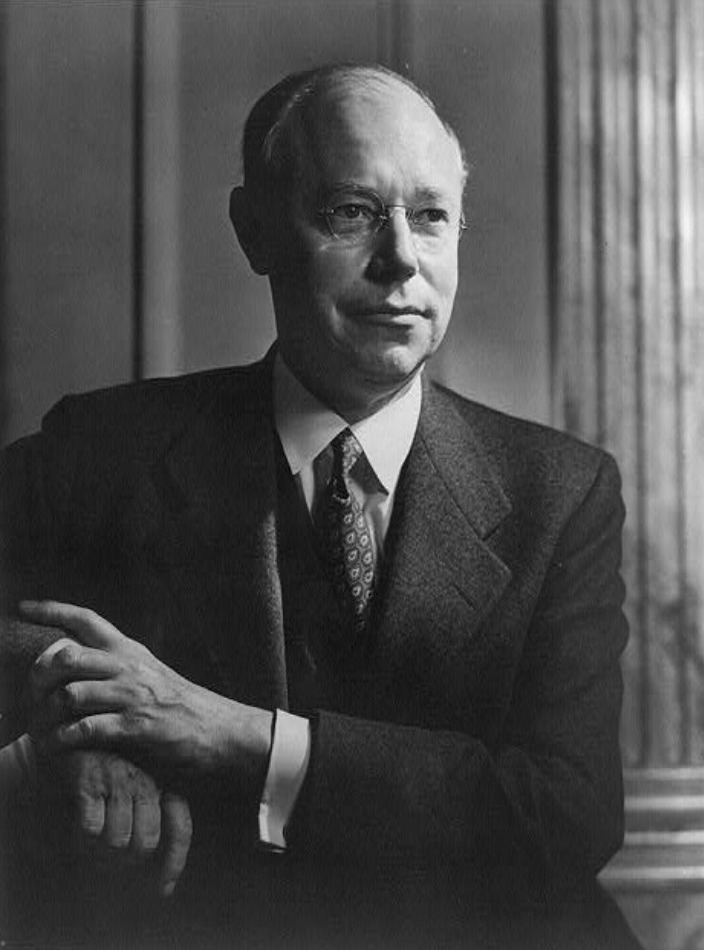
Taft durante su mandato en el Senado, de la colección de la Oficina histórica del Senado de los Estados Unidos

Taft fue elegido para el primero de sus tres mandatos como senador estadounidense en 1938. Primero derrotó al juez de la Corte Suprema de Ohio Arthur H. Day en las primarias republicanas, y luego derrotó al titular demócrata, Robert Bulkley, en las elecciones generales. Taft involucró a Bulkley en varios debates y, en general, fue considerado el ganador. Luchó en los debates anteriores, pero luego se impuso gracias a la ayuda de su esposa, Martha, quien sería considerado como el activo más valioso de su campaña. Como resultado, Taft ganó ventaja contra Bulkley, quien anteriormente había sido considerado el favorito en la carrera. y ganó las elecciones por casi 171.000 votos, o el 53,6% del voto total. Durante sus primeros dos años como senador, los Taft alquilaron una casa en Washington, pero en 1941 compraron una casa victoriana de ladrillos. La casa, a pesar de carecer de "la gracia y las comodidades de Sky Farm", su hogar en Ohio, siguió siendo su residencia en Washington hasta la muerte de Taft en 1953.

### Oposición al New Deal
Cooperando con  Demócratas Conservadores, dirigió la Coalición Conservadora que se opuso al New Deal. Las ganancias republicanas en las elecciones de 1938, combinadas con la creación de la Coalición Conservadora, habían detenido la expansión del New Deal. Sin embargo, Taft vio que su misión no solo consistía en detener el crecimiento del New Deal, sino también en eliminar muchos de sus programas gubernamentales.
Durante su primer mandato en el Senado, Taft criticó lo que creía que era la ineficiencia y el desperdicio de muchos programas del New Deal y la necesidad de permitir que los pequeños negocios y las empresas privadas restauren la economía de la nación en lugar de depender de los programas gubernamentales para poner fin a la Gran Depresión. Condenó el New Deal como socialista y atacó el gasto deficitario, los elevados subsidios agrícolas, la burocracia gubernamental, la Junta Nacional de Relaciones Laborales y el seguro médico nacionalizado. Después de investigar la falta de vivienda adecuada en la nación, apoyó programas de vivienda pública. También apoyó la ayuda federal a los estados para financiar escuelas públicas.
Taft propuso un programa interno conservador que promovía un gasto público limitado, un presupuesto federal equilibrado, impuestos bajos, políticas favorables a las empresas para estimular el crecimiento económico, un número limitado de programas de bienestar social (como  Seguridad Social, salario mínimo, vivienda pública y ayuda federal a la educación pública), y una defensa nacional adecuada enfocada en fortalecer la  Marina y la  Fuerza Aérea. En política exterior, abogó por la no participación en las guerras europeas y las alianzas militares. También se opuso enérgicamente al reclutamiento militar sobre el principio de que limitaba la libertad de elección de un joven. Varios historiadores han descrito a Taft, en términos de filosofía política, como un Libertario se opuso a casi todas las formas de interferencia gubernamental tanto en la economía nacional como en la vida privada de los ciudadanos.
El Día de la Independencia de 1945, Taft anunció su intención de combatir el acuerdo monetario de Bretton Woods en el piso del Senado, y agregó que su batalla consistía en intentar agregar enmiendas al proyecto de ley a través del comité del Senado y que quería que el acuerdo se pospusiera hasta que las condiciones se estabilizaran.
En enero de 1946, después de que el presidente Truman pronunció un discurso de radio en el que pedía a los estadounidenses que presionasen a sus representantes en el Congreso por una legislación que el presidente llamó "vital", Taft afirmó que Truman había optado por seguir las opiniones económicas del CIO-PAC (las organizaciones sindicales del país) y Dejó el Partido Demócrata dividido además de sus recomendaciones legislativas estancadas a pesar de la mayoría demócrata en el Congreso.

### Oposición a la Segunda Guerra Mundial
La mayor prominencia de Taft durante su primer mandato no provino de su lucha contra el New Deal, sino más bien de su vigorosa oposición a la participación de Estados Unidos en la Segunda Guerra Mundial. Un incondicional no intervencionismo, Taft creía que Estados Unidos debería evitar cualquier implicación en guerras europeas o asiáticas y concentrarse en su lugar en resolver sus problemas internos. Creía que un ejército fuerte, combinado con la protección geográfica natural de los océanos Atlántico y Pacífico, sería adecuado para proteger a América incluso si Alemania invadiera toda Europa. Entre el estallido de la guerra en septiembre de 1939 y el Ataque a Pearl Harbor en diciembre de 1941, Taft se opuso a casi todos los intentos de ayudar a los países que luchan contra Alemania. Eso le trajo fuertes críticas de muchos republicanos liberales, como Wendell Willkie, quien sintió que Estados Unidos podría protegerse mejor apoyando a los británicos y sus aliados. Aunque Taft apoyó plenamente el esfuerzo de guerra estadounidense después de Pearl Harbor, continuó albergando una profunda sospecha de la participación estadounidense en alianzas militares de posguerra, incluida la  Organización del Tratado del Atlántico Norte. Taft fue el representante que habló en oposición al internamiento de japoneses-estadounidenses.

### 1944 reelección
En 1944 Taft casi fue derrotado en su intento por un segundo mandato en el Senado. Su oponente demócrata, el ex vicegobernador de Ohio William G. Pickrel, recibió un gran apoyo de los sindicatos y internacionalistas de Ohio, y perdió por menos de 18.000 votos. de casi tres millones emitidos, o un margen de menos del uno por ciento. Taft perdió Cleveland, la ciudad más grande del estado, por 96,000 votos, y quedó atrás en la mayoría de las áreas urbanas más grandes de Ohio, pero corrió fuerte en las regiones rurales y pueblos pequeños del estado, ganó 71 de los 88 condados de Ohio y así evitó la derrota. Su casi derrota en 1944 "fue siempre para confundir la insistencia de Taft de que era un gran captador de votos", y jugó un papel en su fracaso para ganar la nominación presidencial republicana en 1948. Después de su reelección, Taft fue nombrado presidente de la Conferencia Republicana en 1944.

### Bretaña
En marzo de 1946, después de que la administración Truman presionó para que se concediera a  Gran Bretaña un préstamo de 3.750 millones de dólares, Taft abogó por que Gran Bretaña recibiera un "obsequio total" en lugar del préstamo y dijo que "causaría irritación" entre este último país y los Estados Unidos durante los próximos 50 años durante su interrogatorio al Subsecretario de Estado Dean Acheson como parte del comité bancario del Senado. Taft afirmó que el Departamento de Estado había actuado con "total secreto" en la negociación del préstamo, ya que no se había consultado a ningún miembro del Congreso, y que la propuesta enfrentaría oposición en el Congreso por este motivo. Taft propuso que Gran Bretaña podría recibir los fondos que habría obtenido del préstamo agregando a la donación estadounidense de mil millones de dólares con un anticipo del Banco Internacional y el Fondo Internacional.

### Educación
En marzo de 1946, Taft se unió a los senadores Lister Hill y Elbert Thomas para presentar una versión del proyecto de ley de Ayuda Federal para la Educación de Hill-Thomas.

### Condena de los juicios de Núremberg
Taft condenó los Juicios de Núremberg de posguerra como Justicia del vencedor bajo  leyes ex post facto s, en las que las personas que ganaron la guerra fueron los fiscales, los jueces y las presuntas víctimas, todos al mismo tiempo. Taft condenó los juicios como una violación de los principios más básicos de la justicia estadounidense y los estándares internacionalmente aceptados a favor de una versión politizada de la justicia en la que los procedimientos judiciales se convirtieron en una excusa para vengarse de los derrotados.

Me pregunto si el ahorcamiento de aquellos que, por despreciables que fueran, eran los líderes del pueblo alemán, desalentará alguna vez la realización de una guerra de agresión, porque nadie hace una guerra de agresión a menos que espere ganar. En todo este juicio hay espíritu de venganza, y la venganza rara vez es justicia. El ahorcamiento de los once hombres condenados será una mancha en el historial estadounidense, que lamentaremos durante mucho tiempo.

Su oposición a los juicios fue fuertemente criticada por republicanos y demócratas por igual, y a veces se la da como la razón principal de su fracaso en asegurar la nominación republicana a la presidencia. Otros observadores, como el senador John F. Kennedy, aplaudieron la posición de principios de Taft incluso frente a las grandes críticas bipartidistas.

### Ley Laboral Taft-Hartley de 1947
Cuando los republicanos tomaron el control del Congreso en 1947, se centró en las relaciones entre trabajadores y empresarios como presidente del Comité de Trabajo del Senado. Condenando el efecto de la Ley Wagner en inclinar la balanza hacia los sindicatos, escribió la Ley Taft-Hartley de 1947, que sigue siendo la ley laboral básica. Prohíbe las prácticas sindicales "injustas", proscribe los intentos de obligar a contratar a solo miembros del sindicado y autoriza al presidente a solicitar mandatos judiciales federales para imponer un período de reflexión de 80 días si una huelga amenazaba el interés nacional. Taft mostró todas sus habilidades parlamentarias para lograr que el proyecto de ley fuera aprobado en el Congreso. Cuando el presidente Harry Truman lo vetó, Taft convenció a ambas cámaras del Congreso de anular el veto.
A principios de 1949, Elbert Thomas patrocinó una legislación enviada al Congreso por la administración Truman que derogaría la Ley Taft-Hartley. Taft predijo que la mayoría de la Ley Taft-Hartley seguiría siendo ley y comenzó un período de una semana de "una discusión contundente tras otra" defendiendo la legislación. A finales de ese mes, los senadores Wayne Morse e Irving Ives indicaron interés en ofrecer un nuevo proyecto de ley laboral que eliminaría la sección de la Ley Taft-Hartley que permite al gobierno tener mandatos judiciales de 80 días para detener huelgas críticas, los dos declararon públicamente su esperanza de que Taft respaldaría la legislación. En mayo, en medio de los intentos de la administración Truman de derogar la Ley Taft-Hartley a través de su propia legislación, Taft se unió a sus colegas republicanos Howard Alexander Smith y Forrest C. para defender las mejores características de la ley Taft-Hartley ". En junio, antes del debate de apertura del Senado sobre legislación laboral, Taft declaró que habría una batalla entre su Ley Taft-Hartley modificada y la propuesta del presidente Truman de derogar y confirmó a los periodistas que "no contempla ninguna nueva concesión". Cuando el Senado reanudó el debate el 8 de junio, Taft respondió a Elbert D. Thomas en un discurso acusando a los miembros demócratas del Comité de Trabajo del Senado por jugar una política partidista en su manejo del proyecto de ley de derogación de la Ley Taft-Hartley de la administración Truman.

### Segundo término
De 1947 a 1949, cuando los republicanos controlaron el Senado por primera vez desde 1931, Taft fue la voz principal de su partido en política interior. Se mostró reacio a apoyar subsidios agrícolas, una posición que perjudicó al Partido Republicano en áreas rurales (especialmente en el  Medio oeste) en laselecciones de 1948. Taft diseñó la aprobación de la ley de vivienda de 1949, que financió la construcción de 810.000 unidades de viviendas para personas de bajos ingresos durante un período de seis años. Fue una de las pocas propuestas Fair Deal de Truman que le gustó. En marzo de 1947, Taft acusó a los demócratas del Senado de estancar deliberadamente la legislación y amenazó con solicitar continuamente sesiones con el fin de impulsar el programa legislativo republicano. En enero de 1948, Taft pronunció un discurso en respuesta al discurso del Estado de la Unión del presidente Truman en el que acusó a las propuestas legislativas de la administración Truman de llevar a los Estados Unidos a la bancarrota y al totalitarismo, mientras prometía que el congreso controlado por los republicanos no les permitiría pasar , diciendo que siguieron el principio del New Deal al "prometer a la gente algo a cambio de nada". Taft agregó que los republicanos tenían la intención de introducir su propio programa para reducir los gastos y recortar tanto los impuestos como la carga fiscal. A su vez, los demócratas de Truman etiquetaron al 80.º congreso controlado por el Partido Republicano como el "Congreso No Hacer Nada" y acusaron a Taft y a los legisladores republicanos de participar en el obstruccionismo con fines puramente políticos.
En febrero de 1949, después de perder el control del Senado en manos de los demócratas en las elecciones de 1948 al Senado de los Estados Unidos, Taft anunció que el comité de políticas del Partido Republicano había acordado apoyar una moción del senador de California William Knowland dirigida en cambiar las reglas para frenar a los filibusteros. En marzo de 1949, el Comité Laboral del Senado aprobó el proyecto de ley laboral de la administración Truman sin cambiar una coma y, aunque anuló las protestas republicanas, Taft respondió que el acto era "el procedimiento más torpe" que había visto desde que estaba en el Senado. Ese año, Taft apoyó un programa de salud que pedía desembolsos federales de $ 1.25 mil millones durante el período de los próximos cinco años y declaró que no se aprobaría ninguna legislación de salud importante durante la actual sesión del Congreso. En julio de 1950, cuando los redactores de impuestos del Senado se reunieron en Washington por primera vez para discutir la reducción de impuestos votada por la Cámara, Taft admitió públicamente su falta de entusiasmo con una disposición que pedía que el pago de impuestos corporativos se acelerara en el próximo año. Taft declaró que los republicanos apoyarían un aumento general de impuestos durante el otoño. El mismo mes, durante un esfuerzo de los republicanos para suprimir el informe de los demócratas del Senado que atacaban los cargos del senador Joseph McCarthy, Taft se unió a Kenneth S. Wherry en un esfuerzo para enviar el informe de la mayoría al comité con una orden pidiendo una investigación bipartidista del programa de lealtad del gobierno federal.

#### Apoyo a Israel
Taft fue uno de los principales defensores del Estado de Israel, pidió el fin del embargo de armas al Medio Oriente y apoyó los envíos de armas y otra ayuda militar al nuevo país. Según el historiador Brian Kennedy:
Las acciones de Taft hacia Judea parecían violar muchos de sus principios más importantes. A pesar de ser uno de los principales aislacionistas de la nación, Taft propuso que Estados Unidos sirva como árbitro principal en el Medio Oriente. Aunque declaró públicamente que Estados Unidos no tenía derecho a dictar una política hacia Gran Bretaña con respecto a la India, buscó constantemente influir en la política británica en Judea. Mientras tanto, incluso mientras criticaba los esfuerzos para otorgar ayuda extranjera a las naciones aliadas en Europa, Taft propuso que se dieran 150 millones de dólares en ayuda a Israel. Además, en un momento en que se postulaba contra Truman por la presidencia, y mientras se involucraba en luchas políticas extremadamente polémicas y partidistas con el presidente, Taft sorprendentemente parecía estar de acuerdo con el presidente sobre el tema de Israel.

### 1950 reelección
En  1950, Taft realizó una campaña más eficaz para la reelección al Senado. Para cortejar a los trabajadores de las fábricas, visitó 334 plantas industriales y pronunció 873 discursos. Ganó un tercer mandato por 431.184 votos, el segundo mayor margen de victoria en la historia de las elecciones al Senado de Ohio hasta entonces. Se benefició de un oponente demócrata débil (un observador dijo de "Jumping Joe" Ferguson, el  Auditor del Estado, "Si los demócratas quieren ganar, deberían enviar a Ferguson en una misión en el extranjero") pero lo que es más importante, los sindicatos de Ohio no utilizaron eficazmente la Ley Taft-Hartley, que denunciaron como una "ley de trabajo esclavo", en su contra. Además, el gobernador demócrata Frank Lausche no apoyó a Ferguson y, según el periodista Sidney Lubell, apoyó casi abiertamente a Taft. En una encuesta de votantes posterior a las elecciones, Lubell descubrió que la campaña anti-Taft, demasiado agresiva y respaldada por los trabajadores, enfureció a algunos demócratas. Incluso, según se informa, muchos miembros del sindicato votaron por los republicanos para expresar su oposición a los líderes sindicales locales, para apoyar la prohibición de Taft-Hartley sobre la tienda cerrada o para evitar, como uno le dijo a Lubell, "que los socialistas se apoderen del partido demócrata".
Al comienzo de su tercer mandato en el Senado, a Taft se le había dado el sobrenombre de "señor republicano". Fue el principal ideólogo del Congreso y portavoz del conservadurismo del Partido Republicano y el líder nacional reconocido de su facción conservadora.
En un discurso del 6 de enero de 1951 en el Senado, Taft criticó a la administración Truman por los planes de defender Europa Occidental con el Ejército de los Estados Unidos. Taft dijo que el tratado de la OTAN no comprometía a Estados Unidos a enviar un ejército estadounidense a Europa y no quería tropas estadounidenses allí en este momento, estando a favor en lugar de depender de la superioridad aérea y marítima de larga distancia para disuadir a los rusos. Taft apoyó que el Congreso redujera el número de soldados estadounidenses que podrían enviarse para ayudar con las defensas de Europa occidental, y acusó a la administración Truman de ocultar el número de tropas y soldados estadounidenses de otras naciones que serían proporcionados en el Ejército de Defensa Internacional al Congreso, así como al pueblo estadounidense, y abogó por que Estados Unidos proporcionara una sola división por cada nueve puestos por las naciones europeas. En enero de 1953, Taft declaró que el manejo de la política exterior por parte de la administración Truman había dejado al Eisenhower entrante "con el problema exterior más peligroso que este país haya enfrentado jamás".
En agosto de 1951, después de que el presidente Truman pronunció un discurso en el que criticaba a quienes "intentan crear miedo y sospecha entre nosotros mediante el uso de calumnias, acusaciones no probadas y simplemente mentiras", Taft le dijo a un periodista que consideraba a Truman histérico y le pidió que se refiriera a un comentario específico que era falso y presuntamente suyo. Ese mes, Taft anunció su apoyo a un aumento de la Fuerza Aérea, pero se opuso a aumentos similares para el Ejército o la Marina, y le dijo a un periodista su preocupación de que los líderes militares solicitarían al Congreso asignaciones más adelante en el año y que los aumentos adicionales para otras ramas traerian un déficits que no creía que Estados Unidos pudiera soportar. En diciembre, Taft pronunció un discurso ante la Asociación Médica Estadounidense, afirmando que el gobierno federal intentaba hacerse cargo de todos los programas de bienestar a través de un esquema y afirmó que los médicos estaban justificados en su oposición ya que los socialistas tomaron medidas para promulgar un sistema federal de medicina socializada. El 31 de enero de 1953, Taft indicó que la administración de Eisenhower permitiría la muerte de los controles de precios el 30 de abril y expresó su oposición al "reconocimiento legal del principio de controles".

## Ambiciones presidenciales

### Desconfianza por la vieja derecha
Mientras los forasteros pensaban que Taft era el epítome del republicanismo conservador, dentro del partido, fue criticado repetidamente por los intransigentes alarmados por su patrocinio de programas similares al New Deal, especialmente viviendas federales para los pobres. El lobby inmobiliario estaba especialmente preocupado por la vivienda pública. El senador Kenneth S. Wherry discernió un "toque de socialismo" en Taft, y su colega de Ohio, el senador John Bricker, especuló que tal vez los "socialistas han llegado a Bob Taft". La desconfianza en la derecha hirió las ambiciones presidenciales de Taft en 1948.

### 1940 y 1944
Taft buscó por primera vez la nominación presidencial republicana en  1940, pero perdió ante Wendell Willkie. Taft fue considerado un fuerte contendiente, pero su abierto apoyo a una política exterior no intervencionista y su oposición al New Deal en la política interna llevaron a muchos republicanos liberales a rechazar su candidatura. En la Convención Republicana de 1940, Willkie, una vez demócrata y ejecutivo corporativo que nunca se había postulado para un cargo político, vino de atrás para vencer a Taft y varios otros candidatos por la nominación. Ese año, Taft se enfrentó por primera vez con Thomas E. Dewey, luego con un Fiscal de distrito de Nueva York, que se había hecho famoso a nivel nacional por enjuiciar con éxito a varias figuras prominentes del crimen organizado, especialmente al jefe de la mafia de Nueva York " Lucky "Luciano. Taft sintió que Dewey no era lo suficientemente conservador o consistente en sus principios para el Partido Republicano: "Tom Dewey no tiene el coraje real para enfrentarse a la multitud que quiere difamar a cualquier republicano que adopte una posición directa contra el New Deal ... es sólo una forma de vencer al New Deal, y es de frente. No puedes superarlos ". En otras cartas, Taft describió a Dewey como "muy arrogante y mandón" y le preocupaba que "los asesores convencieran a Dewey sobre demasiado internacionalismo ... él viene de Nueva York y ve las opiniones del grupo allí como mucho más importantes que ellos".
En la campaña presidencial de 1944, Taft no fue candidato. Apoyó al gobernador John W. Bricker de Ohio, un compañero conservador, para la nominación. Sin embargo, Bricker fue derrotado por Dewey, quien se había convertido en gobernador de Nueva York en 1943. Dewey nombró a Bricker como su compañero de fórmula; el boleto pasaría a perder ante Roosevelt en las elecciones generales.

### 1948 y 1952
En  1948, Taft hizo un segundo intento por la nominación, pero nuevamente fue derrotado por su archirrival, Dewey, quien dirigía el ala moderada / liberal del Partido Republicano. En las elecciones presidenciales de Estados Unidos de 1948, Dewey fue derrotado por el candidato presidencial demócrata, Harry S. Truman.
En agosto de 1951, durante una conferencia de prensa, el presidente Truman dijo que Taft era su elección para la nominación republicana en las elecciones presidenciales del año siguiente, y Taft respondió diciendo que dejaría que otros comentaran. En enero de 1952, Taft declaró que aquellos que buscaban la reelección del general Dwight Eisenhower habían argumentado que no podía ganar las elecciones generales y que no entendía esta perspectiva, ya que el mismo argumento que su gerente David S. Ingalls estaba haciendo la candidatura de Eisenhower . El 20 de marzo, Taft anunció su retirada de las primarias republicanas de Nueva Jersey, citando el respaldo de Eisenhower por el Gobernador de Nueva Jersey Alfred Driscoll e insistiendo en que el respaldo era parte de un movimiento de Driscoll para corromper las primarias.
Taft trató de llegar a los votantes demócratas del sur en su campaña  1952. Era su tercer y último intento de nominación; también resultó ser su esfuerzo más fuerte. En la Convención del Estado Republicano en  Little Rock, declaró:
Creo que un republicano podría imponerse a varios estados del sur si lleva a cabo la campaña adecuada. ... Ganemos o perdamos en el Sur, no podemos permitirnos el lujo de ignorar la opinión pública en los estados del Sur, porque influye en la opinión pública nacional, y esa opinión finalmente decide las elecciones. ... Se dice que los demócratas del sur no votarán por un candidato republicano. Lo han hecho con frecuencia. Lo hicieron en Little Rock en noviembre pasado [1951] cuando eligieron a Pratt Remmel alcalde. Me niego a admitir que si los problemas se presentan con claridad, los votantes del sur no votarán sobre la base de principios...
Taft contaba con el sólido respaldo del ala conservadora del partido. El exrepresentante estadounidense Howard Buffett de Nebraska (padre del multimillonario Warren Buffett) se desempeñó como uno de sus directores de campaña. Dado que Dewey ya no era un candidato activo, muchos expertos políticos consideraron a Taft como el favorito. Sin embargo, la carrera cambió cuando Dewey y otros moderados pudieron convencer a Dwight D. Eisenhower, el general más popular de la Segunda Guerra Mundial, para que se postulara para la nominación. Eisenhower se postuló debido a su temor de que las opiniones no intervencionistas de Taft en política exterior, especialmente su oposición a la OTAN, pudieran beneficiar a la Unión Soviética en la Guerra Fría.
La lucha entre Taft y Eisenhower por la nominación fue una de las más reñidas y amargas de la historia política estadounidense. Cuando se inauguró la Convención Republicana en Chicago en julio de 1952, Taft y Eisenhower estaban mano a mano en los votos de los delegados. En el primer día de la convención, los gerentes de Eisenhower se quejaron de que las fuerzas de Taft habían negado injustamente a los partidarios de Eisenhower espacios de delegado en varios estados del sur, incluido Texas, donde el presidente del estado, Orville Bullington, estaba comprometido con Taft. Los partidarios de Eisenhower propusieron eliminar a los delegados pro-Taft en estos estados y reemplazarlos por delegados pro-Eisenhower; llamaron a su propuesta "Juego limpio". Aunque Taft negó airadamente haber robado los votos de los delegados, la convención votó a favor del Juego Limpio 658 a 548, y los tejanos votaron 33–5 a favor de Eisenhower como resultado. Además, varias delegaciones estatales no comprometidas, como Míchigan y Pensilvania, acordaron apoyar a Eisenhower.
La adición de las delegaciones estatales no comprometidas, combinada con la pérdida de Taft de muchos delegados del Sur por la propuesta del Juego Limpio, decidió la nominación a favor de Eisenhower. A pesar de su amargura por su estrecha derrota y su creencia de que había sido injustamente emboscado por las fuerzas de Eisenhower (incluido Dewey), Taft emitió una breve declaración después de la convención transmitiendo sus felicitaciones y apoyo a Eisenhower. A partir de entonces, sin embargo, meditó en silencio en su casa de verano en Quebec, quejándose: "Todos los candidatos republicanos a la presidencia desde 1936 han sido nominados por el  Chase National Bank". A medida que pasaban las semanas, a los ayudantes de Eisenhower les preocupaba que Taft y sus partidarios se quedaran de brazos cruzados durante la campaña y que, como resultado, Eisenhower pudiera perder las elecciones. En septiembre de 1952, Taft finalmente acordó reunirse con Eisenhower, en Morningside Heights en la ciudad de Nueva York. Allí, para ganar el apoyo de Taft, Eisenhower prometió que no tomaría represalias contra los partidarios de Taft, recortaría el gasto federal y lucharía contra el "socialismo progresivo en todos los campos domésticos". De hecho, Eisenhower y Taft estuvieron de acuerdo en la mayoría de los asuntos domésticos; sus desacuerdos estaban principalmente en política exterior.
Eisenhower creía firmemente en la OTAN y estaba comprometido con el apoyo estadounidense al anticomunismo en la Guerra Fría.

## Líder de la mayoría del Senado

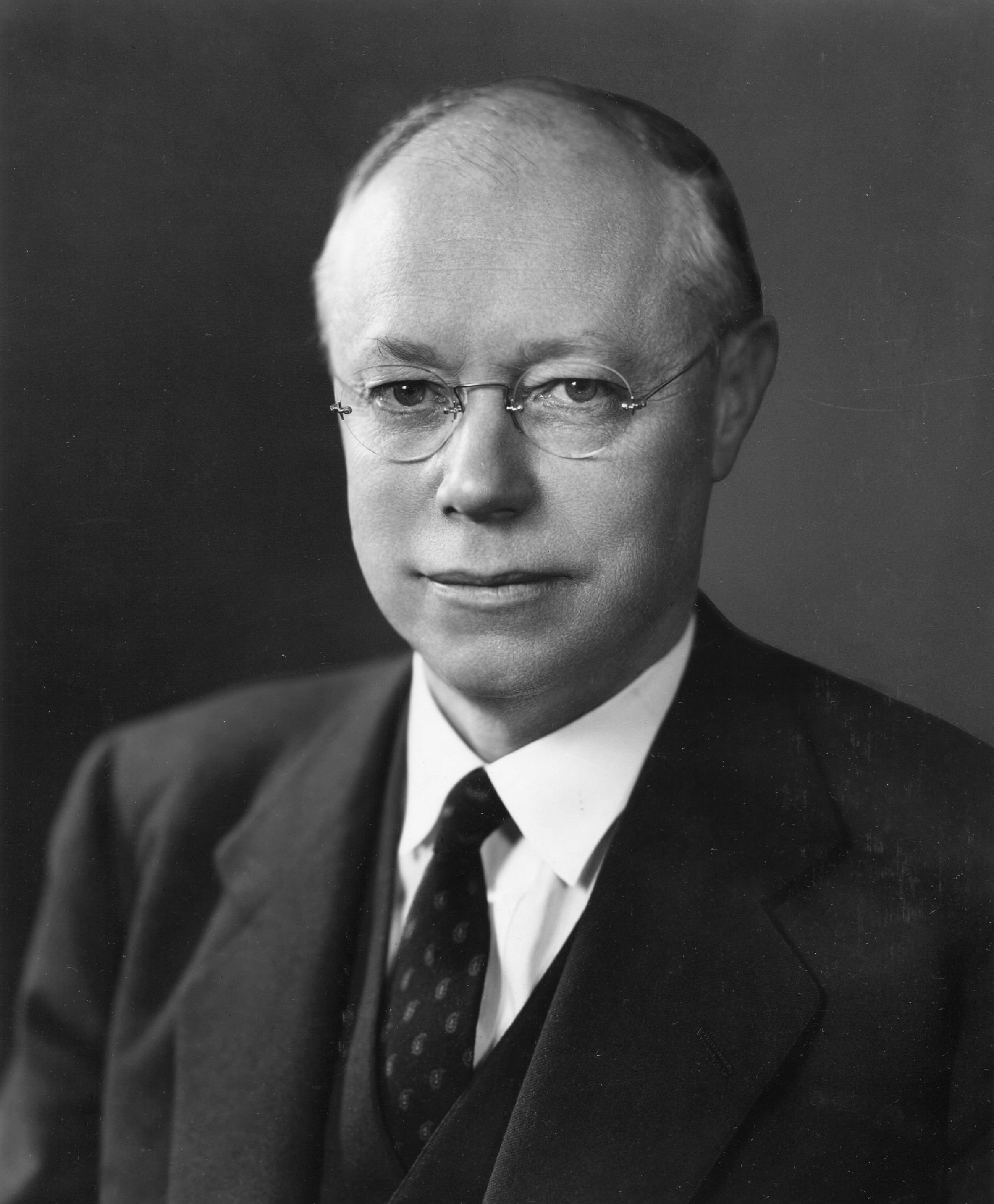
Taft durante el 83 ° Congreso, 1953

Tras la elección de Eisenhower y la toma de posesión republicana del Congreso, Taft se desempeñó como Líder de la mayoría del Senado en 1953, y apoyó firmemente las propuestas nacionales de Eisenhower. Trabajó duro para ayudar a los nuevos funcionarios sin experiencia de la administración. Incluso intentó, con poco éxito, frenar los excesos del senador estadounidense Joseph McCarthy. En abril, Eisenhower y Taft eran amigos y compañeros de golf, y Taft elogiaba a su antiguo adversario. La derrota en 1952, al parecer, había ablandado a Taft. Ya no agobiado por las ambiciones presidenciales, se había vuelto menos partidista, menos abrasivo y más conciliador; ahora era ampliamente considerado como el hombre más poderoso del Congreso.
El 26 de mayo de 1953, Taft pronunció su discurso final, en el que advirtió proféticamente sobre los peligros de la política exterior emergente de la Guerra Fría de Estados Unidos, específicamente contra la participación militar de Estados Unidos en Sudeste de Asia, que luego se convertiría Guerra de Vietnam:

Nunca sentí que debamos enviar soldados estadounidenses al continente de Asia, que, por supuesto, incluía China propiamente dicha e Indochina, simplemente porque somos tan superados en número en una guerra terrestre en el continente asiático que provocaría un agotamiento total incluso si pudiéramos ganar. ... Así que hoy, como desde 1947 en Europa y 1950 en Asia, realmente estamos tratando de armar al mundo contra la  Rusia Comunista, o al menos brindarles toda la ayuda que pueda serles útil para luchar contra el comunismo.

¿Será esta política de unir al mundo libre contra el comunismo en tiempos de paz una política práctica a largo plazo? Siempre he sido escéptico sobre el tema de la viabilidad militar de la OTAN. ... Siempre he sentido que no deberíamos intentar luchar contra Rusia sobre el terreno en el continente europeo más de lo que deberíamos intentar luchar contra China en el continente asiático.

## Muerte y legado

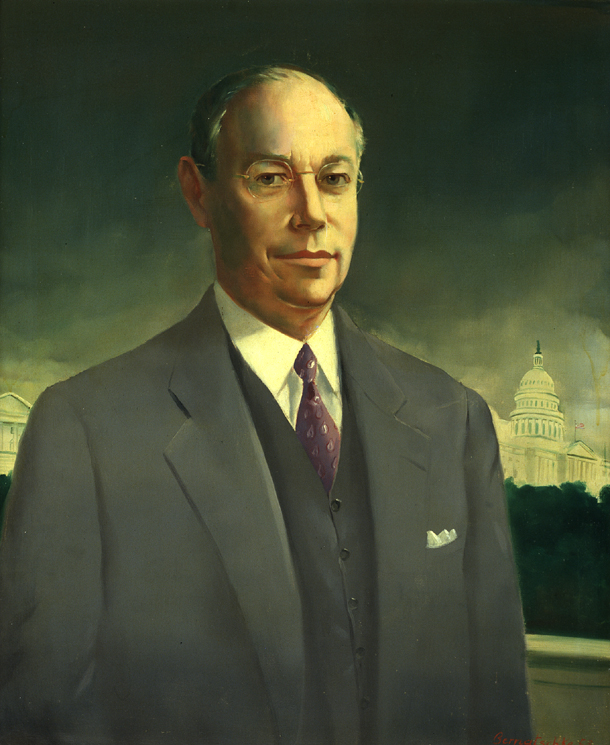
El retrato de Rudolf Anton Bernatschke de Taft parado frente a se convertiría más tarde en el Edificio del Departamento de Trabajo Frances Perkins en Constitution Avenue.

A principios de 1953, Taft comenzó a sentir dolor en las caderas, y después de una dolorosa salida de golf con el presidente Eisenhower en abril de 1953, ingresó al Centro Médico del Ejército Walter Reed para las pruebas iniciales que llevaron a los médicos a sospechar un tumor. o artritis. El 26 de mayo ingresó al Holmes Hospital en Cincinnati para realizar pruebas más extensas. Los médicos allí descubrieron nódulos en su frente y abdomen, y luego de hacer biopsias de muestras de los nódulos, encontraron que eran malignos. El 7 de junio, ingresó al Hospital de Nueva York para recibir más pruebas y tratamiento; para mantener en secreto la noticia de que podría tener cáncer, registró bajo el nombre falso de "Howard Roberts, Jr.". Sus médicos estuvieron de acuerdo con el diagnóstico de cáncer, pero discreparon en cuanto a la fuente del tumor primario y el método de tratamiento. Algunos de sus médicos abogaron por la cirugía exploratoria para evitar que la malignidad se propague, mientras que otros médicos pensaron que los tumores se habían extendido demasiado, eran inoperables y recomendaron una terapia de rayos X para mantenerlo cómodo. Después de su muerte, una autopsia determinó que Taft había sido afectado por cáncer de páncreas, que rápidamente alcanzó metástasis y se extendió por todo su cuerpo.
El 10 de junio de 1953, Taft celebró una conferencia de prensa en la que transfirió sus funciones como líder de la mayoría del Senado al senador William F. Knowland de California. No renunció a su escaño en el Senado y dijo a los periodistas que esperaba recuperarse y regresar al trabajo. Sin embargo, su condición empeoró rápidamente y Taft regresó al Hospital de Nueva York para ser operado el 4 de julio durante un receso del Senado. La cirugía "no duró mucho, porque los médicos descubrieron cáncer en todas partes ... ya no había ninguna duda" de que su estado era terminal. Murió en el Hospital de Nueva York el 31 de julio, luego de una hemorragia cerebral final pocas horas después de la última visita de su esposa. Su cuerpo yacía en la rotonda del Capitolio de los Estados Unidos, donde miles de dolientes ofrecieron sus respetos en su ataúd. El 3 de agosto de 1953 se celebró un servicio conmemorativo en la rotonda; además de su familia, al servicio asistieron Eisenhower, el vicepresidente Nixon, el gabinete, miembros de la Corte Suprema y los colegas del Congreso de Taft. Después del servicio, su cuerpo fue trasladado a Cincinnati, donde fue enterrado en una ceremonia privada en el cementerio de la Iglesia Episcopal de Indian Hill.
En 1957, un comité dirigido por el senador John F. Kennedy seleccionó a Taft como uno de los cinco grandes senadores cuyos retratos adornarían la Sala del Presidente del Senado. Kennedy lo presentaría en "Profiles in Courage", y Taft sigue siendo considerado por los historiadores como uno de los senadores más poderosos del siglo XX.

### Memorial
El Monumento a Robert A. Taft, con un 10 pies (3 m) estatua del escultor Wheeler Williams y un campanario, se encuentra al norte del Capitolio en Constitution Avenue. La inscripción en la cara de la torre detrás de él dice:
Este Monumento a Robert A. Taft, presentado por el pueblo al Congreso de los Estados Unidos, es un tributo a la honestidad, el valor indomable y los altos principios del gobierno libre simbolizados por su vida.

## Otras lecturas
- Ambrose, Stephen E. Eisenhower: Soldier, General of the Army, President-Elect (1983).
- Armstrong John P. "The Enigma of Senator Taft and American Foreign Policy." Review of Politics 17:2 (1955): 206–31. in JSTOR
- Berger Henry W. ""Bipartisanship, Senator Taft, and the Truman Administration," Political Science Quarterly (1975) 90:221–37
- Berger Henry. "A Conservative Critique of Containment: Senator Taft on the Early Cold War Program." In David Horowitz, ed., Containment and Revolution. (1967), pp. 132–39
- Berger, Henry. "Senator Robert A. Taft Dissents from Military Escalation." In Thomas G. Paterson, ed., Cold War Critics: Alternatives to American Foreign Policy in the Truman Years. (1971)
- Bowen, Michael. The Roots of Modern Conservatism: Dewey, Taft, and the Battle for the Soul of the Republican Party (2011)
- Doenecke, Justus D. Not to the Swift: The Old Isolationists in the Cold War Era (1979), by a conservative historian
- Farber, David. The Rise and Fall of Modern American Conservatism: A Short History (2010) pp. 9–38
- Hayes, Michael T. The Republican Road Not Taken: The Foreign-Policy Vision of Robert A. Taft, Independent Review
- Kennedy, Brian. "The surprising Zionist: Senator Robert A. Taft and the creation of Israel," Historian 73#4  (2011) pp. 747–67 online
- Kirk, Russell, and James McClellan. The Political Principles of Robert A. Taft (1967), by a leading conservative
- Liggio, Leonard (2008). «Taft, Robert A. (1889–1953)».  En Hamowy, Ronald, ed. The Encyclopedia of Libertarianism. Thousand Oaks, CA: Sage; Cato Institute. p. 499. ISBN 978-1-4129-6580-4. LCCN 2008009151. OCLC 750831024. doi:10.4135/9781412965811.n305.
- Malsberger, John W. From Obstruction to Moderation: The Transformation of Senate Conservatism, 1938–1952 (2000)
- Matthews, Geoffrey. "Robert A. Taft, the Constitution, and American Foreign Policy, 1939–53," Journal of Contemporary History, (1982), 17:507–22 in JSTOR
- Moore, John Robert. "The Conservative Coalition in the United States Senate, 1942–45." Journal of Southern History 1967 33(3): 369–76. uses roll calls in JSTOR
- Moser, John E. "Principles Without Program: Senator Robert A. Taft and American Foreign Policy," Ohio History (1999) 108#2 pp. 177–92 online edition, by a conservative historian
- Patterson, James T. "A Conservative Coalition Forms in Congress, 1933–1939," The Journal of American History, Vol. 52, No. 4. (Mar. 1966), pp. 757–72. in JSTOR
- Patterson, James T. Congressional Conservatism and the New Deal: The Growth of the Conservative Coalition in Congress, 1933–39 (1967)
- Patterson, James T. "Robert Alphonso Taft". Dictionary of American Biography, Supplement 5: 1951–1955. American Council of Learned Societies, 1977.
- Patterson, James T. Mr. Republican: A Biography of Robert A. Taft (1972), standard scholarly biography
- Radosh. Ronald. Prophets on the right: Profiles of conservative critics of American globalism (1978)
- Reinhard, David W. The Republican Right Since 1945 (1983) online edition Archivado el 16 de julio de 2012 en Wayback Machine.
- Rosen, Elliot A. The Republican Party in the Age of Roosevelt: Sources of Anti-Government Conservatism in the United States. Charlottesville, VA: University of Virginia Press, 2014.
- Van Dyke, Vernon, and Edward Lane Davis. "Senator Taft and American Security." Journal of Politics 14 (1952): 177–202. in JSTOR
- White; William S. The Taft Story (1954). Pulitzer prize online edition Archivado el 5 de febrero de 2010 en Wayback Machine.
- Wunderlin, Clarence E. Robert A Taft: Ideas, Tradition, And Party In U.S. Foreign Policy (2005). ISBN 978-0742544901.